# ناو کلاس ایزومراد
کروزر کلاس ایزومراد (به انگلیسی: Izumrud-class cruiser) یک کلاس از کشتی است که طول آن ۱۱۱ متر (۳۶۴ فوت) می‌باشد.